# Bakonyoszlop
Bakonyoszlop is een plaats (község) en gemeente in het Hongaarse comitaat Veszprém. Bakonyoszlop telt 557 inwoners (2001).